# والدیر بوکاردو
والدیر بوکاردو (انگلیسی: Waldyr Boccardo؛ ۲۸ ژانویه ۱۹۳۶ – ۱۸ نوامبر ۲۰۱۸) بازیکن بسکتبال اهل برزیل بود.
وی در مسابقات کشوری و بین‌المللی در مجموع برندهٔ ۱ مدال طلا، ۱ مدال برنز شده‌است.